# Riverside (Kalifornia)
Riverside város Kalifornia állam déli részén, az Egyesült Államokban. Riverside megye székhelye. A Los Angeles-Riverside-Orange County konurbáció részét alkotja. Los Angeles központjától kb. 100 km-re keletre fekszik. Lakosainak száma 314 998 fő (2020. április 1.).
Ipara repülőgép-alkatrészeket, autóalkatrészeket, elektronikus berendezések, élelmiszeripari termékeket, és orvosi eszközöket állít elő. A város számos jogi, számviteli, ügynöki, építészeti, mérnöki és technológiai cégnek, valamint pénzintézetnek ad otthont.

## Közigazgatás
Riverside a következő 29 részre van felosztva:
| - Airport (Repülőtér) - Alessandro Heights - Arlanza - Arlington - Arlington Heights - Arlington South - Canyon Crest - Casa Blanca - Downtown (Belváros) - Eastside - Grand - Hawarden Hills - Hillside Hunter Industrial Park - Hunter Industrial Park |  | - La Sierra - La Sierra Acres - La Sierra Hills - La Sierra South - Magnolia Center - Mission Grove - Northside - Orangecrest - Presidential Park - Ramona - Sycamore Canyon Park - Sycamore Canyon Springs - University (Egyetem) - Victoria - Wood Streets |  |

## Fordítás
- Ez a szócikk részben vagy egészben  a   Riverside, California című angol Wikipédia-szócikk fordításán alapul.  Az eredeti cikk szerkesztőit annak laptörténete sorolja fel. Ez a jelzés csupán a megfogalmazás eredetét és a szerzői jogokat jelzi, nem szolgál a cikkben szereplő információk forrásmegjelöléseként.